# Hits+
Hits+ kompilacijski je album australske pjevačice Kylie Minogue. Na njemu su sve Minogueine snimke objavljene pod diskografskom kućom Deconstruction Records.  Album nije uspio završiti na top 40 ljestvici u Ujedinjenom Kraljevstvu (41. mjesto), ali je ipak prodano više primjeraka ovog albuma nego primjeraka albuma Impossible Princess u Ujedinjenom Kraljevstvu (62,000+).  

## Popis pjesama
(KM – s albuma Kylie Minogue; IP – s albuma Impossible Princess)
1. "Confide in Me" (Albumska inačica) - KM
2. "Put Yourself in My Place" (Radio Edit) - KM
3. "Where Is the Feeling?" (BIR Dolphin Mix) - KM
4. "Some Kind of Bliss" - IP
5. "Did It Again" (Radio edit) - IP
6. "Breathe" (Radio edit) - IP
7. "Where the Wild Roses Grow" (duet s Nickom Caveom)
8. "If You Don't Love Me" (B-strana od Confide In Me)
9. "Tears" (prije samo dostupno u Japanskom izdanju od 'Impossible Princess')
10. "Gotta Move On" (prije neobjavljen demo iz 1993.)
11. "Difficult by Design" (prije neobjavljen demo iz 1993.)
12. "Stay This Way" (prije neobjavljen demo iz 1996.)
13. "This Girl" (prije neobjavljen demo iz 1996.)
14. "Automatic Love" (Akustično) - KM (prije neobjavljena inačica)
15. "Where Has the Love Gone?" (Roach Motel Remix) - KM (prije neobjavljena inačica od 'Roach Motel Mix')
16. "Take Me with You" (prije neobjavljena ali izvedena na turneji "Intimate and Live")